# Hans Lundin
Hans Lundin, född 1948 i Uppsala, är en svensk musiker och klaviaturist. Han är kärnan i musikgruppen Kaipa. Lundin har även spelat in tre soloalbum och bidragit till ett antal andra projekt såsom Hagen. Hans musik kan ofta karaktäriseras som vemodig, och har en hel del folkmusikinfluenser. En specialitet är de "fula" synt-ljuden.

## Diskografi som soloartist
- Tales (1984)
- Visions of Circles of Sounds (1985)
- Houses (1989)